# Cédric Taymans
Cédric Taymans (Ixelles, 11 de abril de 1975) es un deportista belga que compitió en judo. Ganó dos medallas en el Campeonato Mundial de Judo, plata en 2001 y bronce en 1997, y tres medallas en el Campeonato Europeo de Judo entre los años 1999 y 2001.

## Palmarés internacional
| Campeonato Mundial | Campeonato Mundial      | Campeonato Mundial | Campeonato Mundial |
| Año                | Lugar                   | Medalla            | Categoría          |
| ------------------ | ----------------------- | ------------------ | ------------------ |
| 1997               | París (Francia)         | Medalla de bronce  | –60 kg             |
| 2001               | Múnich (Alemania)       | Medalla de plata   | –60 kg             |
| Campeonato Europeo |                         |                    |                    |
| Año                | Lugar                   | Medalla            | Categoría          |
| 1999               | Bratislava (Eslovaquia) | Medalla de plata   | –60 kg             |
| 2000               | Breslavia (Polonia)     | Medalla de bronce  | –60 kg             |
| 2001               | París (Francia)         | Medalla de bronce  | –60 kg             |